# 誠實
誠實是指人凡事忠於事實，不偏左右。一般認為，誠實是不做不公平的行為，誠實的表現包括不偷竊、不作弊等。
誠實的相反就是謊言，包括一些通過隱瞞、壓制或誇大部分事實以達致不可告人之目的等行徑。一個人在犯錯後容易說謊，企圖掩蓋事實，從而落入不誠實的惡性循環裏。
誠實是普世價值之一，普遍文化都注重誠實；然而與之相對地，使用語言以操縱他人、或以語言蓄意誤傳或誤導的行為，也就是所謂的欺騙，也普遍存在於所有人類社會中，是普世文化通則的一部分。

## 誠實與社會互動
在待人接物上，誠實能討人喜悅，得到寬恕和改過的機會；在新聞報導上，誠實能正面推動社會的良性發展；在商業社會裡包括生產、推銷、宣傳、公關等方面誠實能贏得人們的支持，長遠地保持了一批忠誠的客戶群；在科學研究裏，強調學者須具備學術誠信。若有發現造假，當事人除了可能被所屬之學術機構開除，亦會喪失聲譽；在治理誠實能博得人民擁戴，達致社會治安穩定且長久；而在社交中，若然直接指出別人的短處或不當，可能會引起對方的反感。
在誠實上對自身的要求，也就是待人如己──你希望別人如何對你誠實，你也要如何誠實對人。但在個別情況下，例如打仗時在敵人面前說白色謊言（善意的謊言），亦可能為社會所接受。誠實在道德伦理学，发挥重要的作用。例如人们出于利益的動機，而去做出損害他人或者帮助他人的表现形式。